# لياندر شولتس
لياندر شولتس Leander Scholz (ولد في 16 أبريل 1969 في آخن) هو كاتب ألماني.

## حياته
درس الفلسفة وتاريخ الفن والجرمانستيك في جامعات بون وبوخوم وباريس. حصل على درجة الدكتوراه في الفلسفة من جامعة بون عن بحث حول تعاليم الأناقة الملكية höfische Klugheitslehre. كتب العديد من المقالات لصحيفة Freitag والإذاعة الألمانية Deutschlandfunk. شارك في عام 1996 في تأسيس دار نشر تروبن الكولونية. واشترك في عام 1998 في مسابقة إنجيبورج باخمان في كلاجنفورت. ويعمل اليوم مساعد علمي في معهد أبحاث الميديا والتواصل الثقافي في كولونيا. ويقيم حاليا في كولونيا.
ألف العديد من الروايات والقصص والتمثيليات الإذاعية والسيناريوهات. وهو عضو في اتحاد الكتاب الألماني.

## من أعماله
- اثنان ضد واحد 1998
- عيد الورود 2001
- أرشيف الذكاء 2002
- خمسة عشر ثانية خاطئة 2005